# 宝台駅
宝台駅（たからだいえき）は、樺太真岡郡真岡町に存在した鉄道省豊真線の駅。宝台ループ線の入り口の駅であった。
現状に関しては、サハリン州の項目を見よ。

## 歴史
- 1926年（大正15年）11月15日 - 樺太庁鉄道豊真線手井駅 - 逢坂駅間開通により、宝台信号場として設置。
- 1931年（昭和6年）12月1日 - 貨物の取り扱い開始[1]。
- 1933年（昭和8年）1月15日 - 宝台駅に昇格。
- 1943年（昭和18年）4月1日 - 南樺太の内地化により、鉄道省（国有鉄道）に編入。
- 1945年（昭和20年）8月 - ソ連軍が南樺太へ侵攻、占領し、駅も含め全線がソ連軍に接収される。
- 1946年（昭和21年）
  - 2月1日 - 日本の国有鉄道の駅としては、書類上廃止。
  - 4月1日 - ソ連国鉄に編入。ロシア語名「カムイシェヴォ・サハリンスコエ」
- 1994年廃止。

## 運行状況
- 豊原駅 - 北真岡駅間を1日3往復していた。

## 隣の駅
鉄道省樺太鉄道局
豊真線
二股駅 - 宝台駅 - 池ノ端駅